# Géologie du Japon

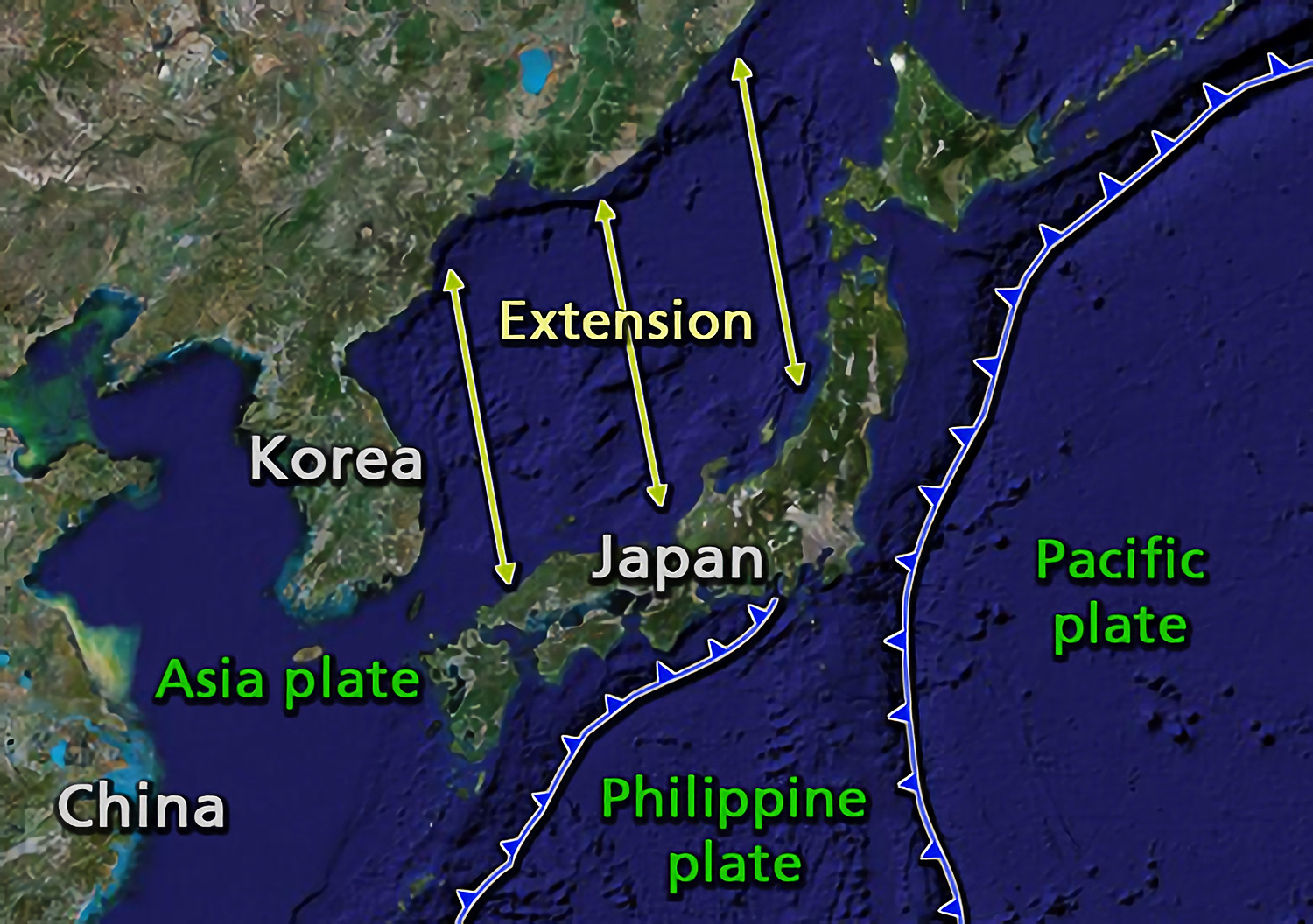
Les îles du Japon ont été séparées de l'Asie continentale par un bassin arrière-arc.

Cet article traite de différents aspects de la géologie du Japon.

## Influence du mouvement des plaques tectoniques
Les îles du Japon sont principalement le résultat de plusieurs grands mouvements océaniques qui se sont produits sur des centaines de millions d'années à partir du milieu du silurien jusqu'au pléistocène à la suite de la subduction de la plaque philippine sous la plaque de l'Amour continentale et la plaque d'Okinawa au sud, et de la subduction de la plaque pacifique sous la plaque d'Okhotsk au nord.
Le Japon était à l'origine attaché à la côte orientale du continent eurasien. Les plaques de subduction, étant plus profondes que la plaque eurasienne, ont tiré le Japon vers l'est et ouvert la mer du Japon il y a environ 25 millions d'années, puis les deux îles formant aujourd'hui les parties ouest et est de l'île de Honshū se sont rassemblées il y a environ 3 millions d'années, faisant émerger le couloir sédimentaire de la Fossa Magna, entre les plaques eurasiatique et nord-américaine. Le détroit de Tartarie et le détroit de Corée se sont ouverts beaucoup plus tard.

## Activités volcaniques
Le Japon est situé dans une zone volcanique de la ceinture de feu du Pacifique. De fréquents tremblements de terre de faible intensité et une activité volcanique occasionnelle se font sentir à travers les îles, comme l'éruption du mont Ontake en 2014.
Des séismes destructifs, résultant souvent en tsunamis, se produisent plusieurs fois par siècle. Parmi les plus récents grands séismes on compte le séisme de 2011 de la côte Pacifique du Tōhoku, le séisme de 2004 de Chūetsu et le séisme de 1995 à Kobe.